# Facundo Campazzo
Facundo Campazzo (Córdoba, 23 maart 1991) is een Argentijns basketballer die uitkwam voor de Denver Nuggets en de Dallas Mavericks in de NBA. Hij speelt als point-guard.

## Clubcarrière
Campazzo begon zijn professionele loopbaan in eigen land in 2008 bij Peñarol. Hiermee werd hij 4 keer Argentijns kampioen, maar won hij voorts ook nog de Argentijnse beker en diverse andere toernooien waaronder de FIBA Americas League in 2010. Op 30 augustus 2014 tekende Campazzo een contract van drie seizoenen bij Real Madrid. In zijn eerste seizoen in Spanje was Campazzo met Real Madrid de beste in de EuroLeague, dankzij winst in de finale tegen het Griekse Olympiakos Piraeus BC. Datzelfde seizoen was Real Madrid ook de beste in de Spaanse eerste klasse en won het ook nog de Spaanse beker. Nadien werd Campazzo 2 seizoenen uitgeleend aan UCAM Murcia om in de zomer van 2017 terug te keren naar Real Madrid. Opnieuw was Real Madrid de beste in de EuroLeague, waarbij Campazzo ook in actie kwam in 30 wedstrijden. Campazzo eindigde op de 4e plaats in de MVP-verkiezing voor het seizoen 2017/18. Als gevolg van zijn goede prestaties versierde Campazzo een nieuw contract van 3 jaar. In de final four van de EuroLeague 2018/19 was Campazzo in de wedstrijd voor de 3e plaats goed voor 15 assists, een record in de geschiedenis van de final four van de EuroLeague. Op 6 februari 2020 deelde Campazzo 19 assists uit in de EuroLeague-wedstrijd tegen Alba Berlin, goed voor een evenaring van het record van Stefan Jović wat betreft het aantal assists in een EuroLeague-wedstrijd.
Op 30 november 2020 werd bekend dat Campazzo een meerjarig contract tekende bij de Denver Nuggets in de Amerikaanse NBA. Na 2 seizoenen bij de Nuggets tekende Campazzo in oktober 2022 een contract bij de Dallas Mavericks. Op 28 november 2022 tekende Kemba Walker bij de Mavericks, waarbij tegelijk het contract met Campazzo werd ontbonden.
Op 19 december 2022 tekende Campazzo een contract bij het Servische KK Rode Ster Belgrado. In de zomer van 2023 tekende Campazzo een contract van 4 seizoenen bij Real Madrid Baloncesto.

## Statistieken
| Legenda | Legenda                | Legenda | Legenda                 | Legenda | Legenda               |
| ------- | ---------------------- | ------- | ----------------------- | ------- | --------------------- |
| WG      | Wedstrijden gespeeld   | WS      | Wedstrijden als starter | MPW     | Minuten per wedstrijd |
| 2P%     | Twee-punterpercentage  | 3P%     | Drie-punterpercentage   | VW%     | Vrije-worppercentage  |
| RPW     | Rebounds per wedstrijd | APW     | Assists per wedstrijd   | SPW     | Steals per wedstrijd  |
| BPW     | Blocks per wedstrijd   | PPW     | Punten per wedstrijd    | Vet     | Hoogste in carrière   |

### EuroLeague
| Seizoen | Team                  | WG | WS | MPW  | 2G%  | 3P%  | FW%  | RPW | APW | SPW | BPW | PPW  |
| ------- | --------------------- | -- | -- | ---- | ---- | ---- | ---- | --- | --- | --- | --- | ---- |
| 2014-15 | Real Madrid           | 11 | 1  | 8,6  | 47,6 | 36,4 | 70,0 | 0,5 | 2,0 | 0,5 | 0,1 | 2,8  |
| 2017-18 | Real Madrid           | 30 | 28 | 23,1 | 39,6 | 37,6 | 83,3 | 2,4 | 4,5 | 1,4 | 0,1 | 7,9  |
| 2018-19 | Real Madrid           | 34 | 14 | 23,6 | 38,5 | 37,4 | 89,3 | 2,6 | 5,2 | 1,6 | 0   | 8,7  |
| 2019-20 | Real Madrid           | 28 | 27 | 23,9 | 40,3 | 31,0 | 87,0 | 2,3 | 7,1 | 1,4 | 0   | 9,9  |
| 2020-21 | Real Madrid           | 10 | 7  | 25,4 | 38,0 | 27,5 | 82,6 | 2,5 | 6,7 | 2,0 | 0   | 9,3  |
| 2022-23 | KK Rode Ster Belgrado | 9  | 7  | 28,5 | 43,6 | 33,3 | 89,7 | 2,8 | 5,9 | 1,9 | 0   | 15,0 |

### Reguliere NBA-seizoen
| Seizoen  | Team             | WG  | WS | MPW  | 2P%  | 3P%  | FW%  | RPW | APW | SPW | BPW | PPW |
| -------- | ---------------- | --- | -- | ---- | ---- | ---- | ---- | --- | --- | --- | --- | --- |
| 2020-21  | Denver Nuggets   | 65  | 19 | 21,9 | 38,1 | 35,2 | 87,9 | 2,1 | 3,6 | 1,2 | 0,2 | 6,1 |
| 2021-22  | Denver Nuggets   | 65  | 4  | 18,2 | 36,1 | 30,1 | 76,9 | 1,8 | 3,4 | 1,0 | 0,4 | 5,1 |
| 2022-23  | Dallas Mavericks | 8   | 0  | 6,5  | 23,1 | 27,3 | 50,0 | 0,3 | 1,1 | 0,8 | 0   | 1,3 |
| Carrière | Carrière         | 138 | 23 | 19,3 | 36,9 | 32,6 | 82,5 | 1,8 | 3,3 | 1,1 | 0,3 | 5,3 |

### NBA-Playoffs
| Seizoen  | Team           | WG | WS | MPW  | 2P%  | 3P%  | FW%  | RPW | APW | IPW | BPW | PPW |
| -------- | -------------- | -- | -- | ---- | ---- | ---- | ---- | --- | --- | --- | --- | --- |
| 2020-21  | Denver Nuggets | 10 | 9  | 27,0 | 39,2 | 39,6 | 84,2 | 3,0 | 4,1 | 1,4 | 0,4 | 9,3 |
| 2021-22  | Denver Nuggets | 4  | 0  | 3,3  | 0    | 0    | 0    | 0,8 | 0,5 | 0   | 0   | 0   |
| Carrière | Carrière       | 14 | 9  | 20,2 | 38,2 | 38,0 | 84,2 | 2,4 | 3,1 | 1   | 0,3 | 6,6 |

## Interlandcarrière
Campazzo speelde voor de Argentijnse jeugdploegen om nadien ook uit te komen voor het Argentijns basketbalteam. Zo nam hij ook deel aan de Olympische Zomerspelen. Argentinië sneuvelde in de kwartfinales tegen Brazilië. Datzelfde jaar won Campazzo met zijn landgenoten het Zuid-Amerikaans kampioenschap. Ook de daaropvolgende jaren speelde Campazzo met de nationale ploeg nog diverse internationale toernooien met onder andere een gouden medaille op de Zuid-Amerikaanse Spelen in 2014. In 2016 nam Campazzo opnieuw deel aan de Olympische Zomerspelen in Rio de Janeiro. Opnieuw sneuvelden de Argentijnen in de kwartfinale. In 2019 won hij met de nationale ploeg ook goud op de Pan-Amerikaanse Spelen. Campazzo nam in 2021 met het Argentijns basketbalteam deel aan de Olympische Zomerspelen in Tokio. Argentinië sneuvelde in de kwartfinales tegen Australië.